# Браузер

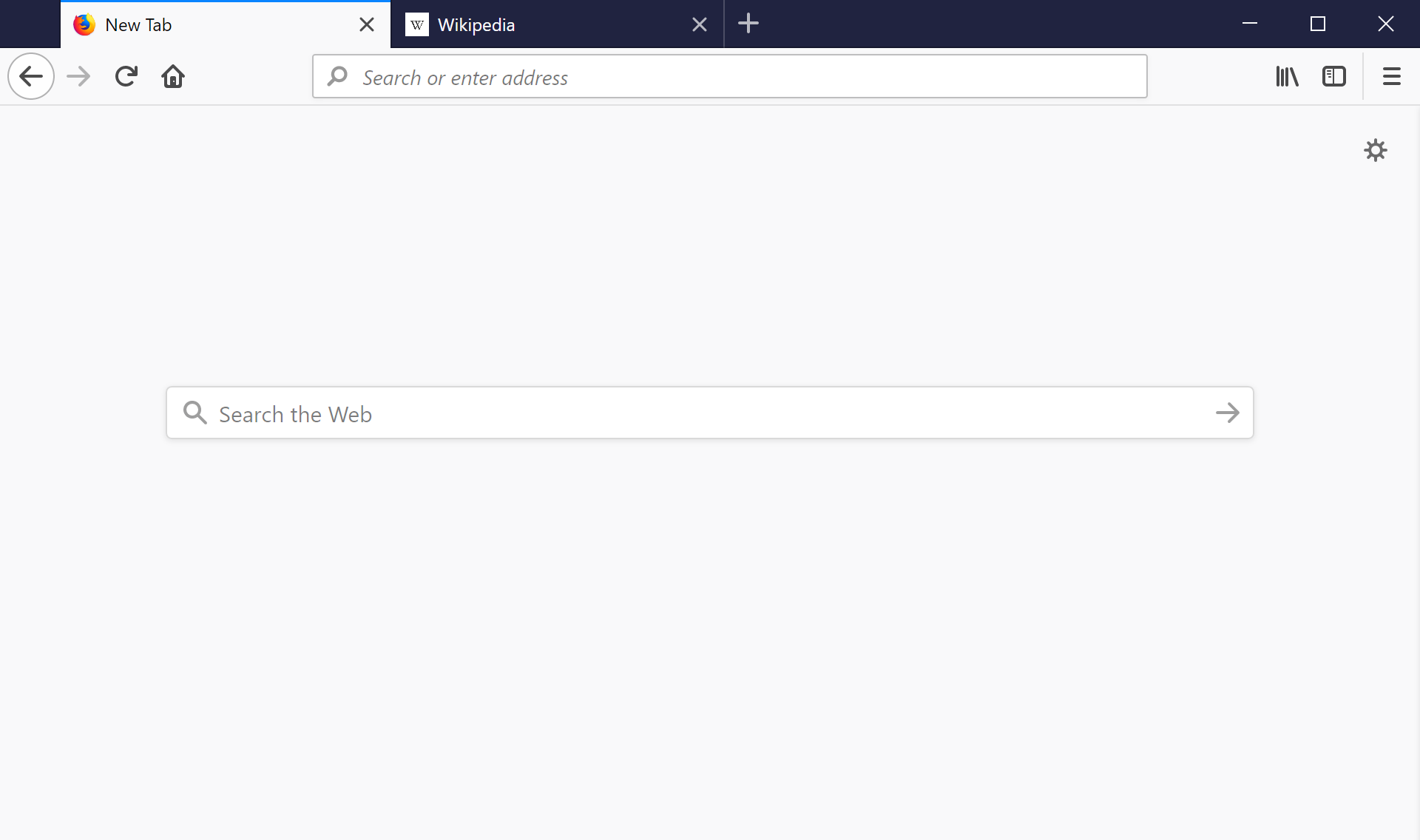
Окно веб-обозревателя Firefox версии 57

Бра́узер, обозреватель, веб-обозреватель или веб-браузер (от англ. web browser, МФА: [wɛb ˈbraʊ.zə(ɹ), -zɚ]; устар. бро́узер) — прикладное программное обеспечение для просмотра страниц, содержания веб-документов, компьютерных файлов и их каталогов; управления веб-приложениями; а также для решения других задач. В глобальной сети браузеры используют для запроса, обработки, манипулирования и отображения содержания веб-сайтов. Многие современные браузеры также могут использоваться для непосредственного просмотра содержания файлов многих графических форматов (GIF, JPEG, PNG, SVG), аудио- и видеоформатов (MP3, MPEG), текстовых форматов (PDF, DjVu) и других файлов.
Для каждой страны есть свои серверы, к которым подключается браузер.
Функциональные возможности браузеров постоянно расширяются и улучшаются благодаря конкуренции между их разработчиками и высоким темпам развития и внедрения информационных технологий. Несмотря на то, что браузеры разных изготовителей базируются на разных технологических решениях, большинство современных браузеров придерживается международных стандартов и рекомендаций W3C в области обработки и отображения данных. Стандартизация позволяет добиться предсказуемости в визуальном представлении информации конечному пользователю независимо от технологии, которая использована для её отображения в браузере. Со времени начала применения браузеров во Всемирной паутине в начале 1990-х годов из простого средства просмотра текстовой информации браузер превратился в комплексное прикладное программное обеспечение для обработки данных и обеспечения интерфейса между информационными ресурсами и человеком. В последние годы многие разработчики браузеров сосредоточили свои усилия на повышении удобства пользовательского интерфейса браузеров для их использования в аппаратных устройствах, в которых применяются сенсорные экраны.
Браузеры распространяются, как правило, бесплатно. Потребителям браузер может быть поставлен в форме самостоятельного (автономного) приложения или в составе комплектного программного обеспечения. К примеру, браузеры Internet Explorer и Microsoft Edge поставляются в составе операционной системы Microsoft Windows; Mozilla Firefox — отдельно или в составе дистрибутивов Linux (например, Ubuntu); Safari — в составе операционной системы Mac OS X; Google Chrome, Opera и другие браузеры — самостоятельные приложения во множестве вариантов для различных операционных систем.

## История развития
Первый веб-браузер был создан в 1990 году сэром Тимом Бернерсом-Ли. Он назывался WorldWideWeb и позже был переименован в Nexus. Но первым распространённым браузером с графическим интерфейсом был NCSA Mosaic. Исходный код этих первых веб-обозревателей был открыт, и некоторые другие браузеры (Netscape Navigator и Internet Explorer) взяли его за основу. Этот браузер имел свои недостатки, но почти все они были устранены в браузере Netscape Navigator (некоторые сотрудники компании Netscape были из NCSA и участвовали в разработке Mosaic). Netscape выпустила Netscape Navigator под разные операционные системы (UNIX, Windows, Mac OS) и добилась заметного успеха, в том числе и коммерческого. После этого компания Microsoft решила выпустить свой браузер Internet Explorer.
Борьба производителей браузеров за доминирование получила название «война браузеров».
Первая война происходила в период с 1995 по 2001 год и сводилась к борьбе за долю рынка между Netscape Navigator и Internet Explorer. На начало 1995 года Netscape Navigator обладал абсолютным доминированием с долей рынка порядка 80 %. Доля Internet Explorer составляла менее 5 %. Эти сражения закончились убедительной победой Internet Explorer, который к концу 2001 года контролировал около 96 % рынка. Успех, по крайней мере отчасти, объясняется политикой компании Microsoft, которая предустанавливала Internet Explorer в качестве бесплатного приложения на свои компьютеры. В отличие от Netscape, Microsoft сразу выпускала локализованные версии IE.
В 1995 году Microsoft выпустила операционную систему Windows 95, и в ней не было встроенного браузера. Internet Explorer 1 поставлялся отдельно в составе платного пакета Microsoft Plus!. Через некоторое время в обновление системы Windows 95 OSR2 был встроен Internet Explorer 3. К тому же Microsoft добавляла в свой браузер несовместимые со стандартами расширения языка HTML, и это можно считать началом Войны браузеров, закончившейся монополизацией рынка браузером от Microsoft.
Из-за потери рынка доходы компании Netscape упали, и её приобрела AOL, а исходный код браузера Netscape был выпущен под свободной лицензией MPL. Название «Mozilla» изначально присутствовало в браузере от Netscape и означало сокращение слов Mosaic и killer. Однако этот код было решено не использовать, и вместо него для Netscape 6 с нуля был написан новый движок Gecko, изначально ориентировавшийся на полную поддержку стандартов, на основе которого позже были созданы входящие в комплект Mozilla Suite браузер, почтовый и IRC-клиент и редактор веб-страниц.

Впоследствии в Mozilla Foundation было принято решение поставлять и развивать браузер отдельно от общего пакета, и родился проект Mozilla Firefox, который содержит много возможностей, отсутствующих в IE или других браузерах, и постепенно набирает популярность.
Монополизация рынка браузером Internet Explorer имела и другие последствия — Microsoft почти перестала развивать браузер, и с 4-й до 6-й версии он почти не менялся, и поддерживал стандарты хуже других браузеров; он был медлительным и неудобным. Такое положение подвигло Microsoft вновь заняться браузером, и седьмая версия вышла с некоторыми изменениями — были добавлены вкладки, улучшена поддержка стандартов, поднята скорость работы и более удобный интерфейс.
19 марта 2009 года Microsoft выпустила 8-ю версию Internet Explorer, а 14 марта 2011 года — 9-ю версию Internet Explorer. Компания активно продвигала её на российском рынке совместно с такими компаниями, как Яндекс, Mail.ru и Рамблер.
Вторая война браузеров началась в 2004 году и начиналась как борьба, в первую очередь Opera и Mozilla Foundation с монополией IE. Она привела к практически полному вытеснению Internet Explorer и доминированию Google Chrome, доля которого на конец 2017 года составляла около 60 %. Успеху Google Chrome способствовало увеличение доли мобильных телефонов, а также неготовность компании Microsoft к быстрой модернизации в условиях неожиданной для неё конкуренции со стороны новых участников.
В 1995 году появился браузер Opera. Первоначально Opera распространялась как условно-бесплатное ПО (shareware), этим, возможно, объясняется её низкая популярность в большинстве стран мира и высокая популярность в странах СНГ. Однако с 2005 года Opera также стала распространяться бесплатно.
Война браузеров была бы исключительно коммерческим делом корпораций, если бы основным приёмом в борьбе не стало добавление специфических, нестандартных возможностей к браузерам. Наибольшие различия возникали в поддержке JavaScript, и в результате некоторые новые сайты из-за нововведения плохо работали в старых браузерах.
В Internet Explorer 8 Microsoft сначала предлагали ввести HTML-комментарий, который бы указывал браузерам, какие версии движков использовать (заголовок DOCTYPEпри этом должен был быть отменён, так как им мало кто пользовался), что вызвало возмущение сторонников стандартов, так как указания на использование стандартов не предусматривалось. Позже было объявлено, что IE8 будет по умолчанию использовать «режим стандартов» (standarts mode), а не «режим совместимости» (quirks mode), а при обнаружении соответствующего комментария использовать режим имитации предыдущей версии.
В 2008 году компания Google выпустила свой браузер — Google Chrome, основанный на свободном проекте Chromium. Браузер Chrome содержит некоторые новшества, например как изоляция сбоев, режим «инкогнито» и т. д. Выпущены версии для Windows XP, Windows Vista, Windows 7, Linux, BSD и Mac OS X.
В начале 2009 года Microsoft объявила, что разрабатывает новый браузер, который будет называться Gazelle. Новый браузер будет применять принципы разделения ресурсов, характерные для многопользовательских операционных систем, что, согласно Microsoft, повысит его безопасность.
В сентябре 2009 года стало известно о намерении российской правительственной комиссии по федеральной связи и информтехнологиям разработать для государственных организаций свой браузер, выбрав разработчика по результатам открытого конкурса. Парадоксально, что Opera и Firefox отвергаются в пользу Internet Explorer из-за того, что они «передают информацию о пользователях в поисковую систему Google», хотя это легко отключается в настройках обеих программ.
В 2012 году в Яндекс создали Яндекс.Браузер.
В 2015 году Microsoft представила новый браузер Microsoft Edge. Впервые новый продукт появился в операционной системе Windows 10.
C 2015 года существует браузер Brave, блокирующий рекламу и позволяющий пользователям зарабатывать деньги за просмотр рекламы. Брендан Эйх, один из создателей Brave, известен тем, что за десять дней создал самый популярный язык программирования в мире, JavaScript, а также основал сообщество Mozilla.
В 2019 году Opera Software выпустили первый браузер для геймеров — Opera GX.
В связи с активным развитием генеративного искусственного интеллекта браузеры начали оснащать нейросетями. В марте 2023 года Microsoft выпустила браузер Edge с ИИ-ассистентом «Copilot», разработанным на базе ChatGPT. Летом 2023 года Яндекс добавил в свой браузер нейросеть YandexGPT, способную выполнять пересказ статей.
В 2024 году Brave создал поисковик с функциями ИИ.

## География распространения

Наиболее популярные веб-браузеры по странам по состоянию на июнь 2016, согласно StatCounter
Google Chrome
Mozilla Firefox
Safari
UC
Iron
Internet Explorer
Opera
Android
PhantomJS
нет данных

В России с января 2009 по конец сентября того же года первое место по популярности удерживает Opera (в районе 36-40 %), после чего случается резкое падение, в начале декабря Opera ненадолго восстанавливает лидерство, но затем Firefox перехватывает его. С тех пор браузер Opera всё время уступает своему конкуренту на несколько процентов. Похожие данные по России показал и LiveInternet.ru.. Opera также занимает первое место по частоте использования на Украине, в Азербайджане, в Грузии, Казахстане и Узбекистане, а также пользуется большой популярностью и во всех остальных странах СНГ.
Mozilla Firefox лидирует в Индонезии (около 80 %), Германии (больше половины), странах Восточной Европы, и некоторых странах Африки и Юго-Восточной Азии.
В Южной Корее в 2007—2008 годах 99 % пользователей использовало Internet Explorer в Microsoft Windows, так как все банковские и правительственные сайты по закону требовали использования ActiveX (в июне 2010 года это было отменено). В Китае доля Internet Explorer’а также близка к 90 %, кроме того, в этой стране популярен браузер Maxthon.
Chrome в 2010 году вышел на первое место в Тунисе и Албании; в марте 2011 года на Филиппинах и в Армении; в апреле в Черногории, Доминиканской республике и Уругвае; в мае в Чили, Молдове и Ямайке; в июне в Пакистане и Малайзии; в июле Аргентине, Венесуэле, Колумбии и Мавритании; в начале 2012 в России; а 20 мая 2012 года он и вовсе покорил весь мир, стал самым популярным браузером в мире (по данным StatCounter, Alexa.com и т.д)
По состоянию на август 2024 года Chrome является самым популярным браузером в большинстве стран мира и занимает долю в 64,77 % рынка

## Рыночные доли

### Данные StatCounter
| Browser          | StatCounter Июнь 2024 | NetMarketShare Июнь 2024 | Wikimedia Октябрь 2021 |
| ---------------- | --------------------- | ------------------------ | ---------------------- |
| Chrome           | 65.69 %               | 75.62 %                  | 52,5 %                 |
| Safari           | 17.98 %               | 3.82 %                   | 23,9 %                 |
| Edge             | 5.23 %                | 13.70 %                  | 3,0 %                  |
| Firefox          | 2.74 %                | 3.76 %                   | 4,4 %                  |
| Samsung Internet | 2,59 %                | 0.08 %                   | 2,2 %                  |
| Opera            | 2,25 %                | 0,95 %                   | 1,0 %                  |
| UC Browser       | 0.98 %                | 0.01 %                   | -                      |
| Android          | 0.49 %                | 0.00 %                   | -                      |
| QQ Browser       | 0.5 %                 | 0.15 %                   | -                      |
| Остальные        | 1.55 %                | 1.91 %                   | -                      |

| Данные StatCounter | Данные StatCounter | Данные StatCounter | Данные StatCounter | Данные StatCounter | Данные StatCounter | Данные StatCounter |
|                    | Internet Explorer  | Mozilla Firefox    | Google Chrome      | Safari             | Opera              | Microsoft Edge     |
| 2024 год           | 2024 год           | 2024 год           | 2024 год           | 2024 год           | 2024 год           | 2024 год           |
| июнь               | -                  | ▼2.74              | ▲65.69             | ▼17.98             | ▼2.25              | ▲5.23              |
| II квартал         | -                  | ▼2.81              | ▲65.38             | ▼18.09             | ▼2.43              | ▲5.22              |
| I квартал          | -                  | ▼3.04              | ▲64.9              | ▲18.56             | ▲2.52              | ▲5.15              |
| 2017 год           | 2017 год           | 2017 год           | 2017 год           | 2017 год           | 2017 год           | 2017 год           |
| ------------------ | ------------------ | ------------------ | ------------------ | ------------------ | ------------------ | ------------------ |
| июль               | ▼ 8,11             | ▼ 12,35            | ▼ 59,25            | ▼ 10,60            | ▲ 2,12             | ▲ 3,60             |
| II квартал         | ▼ 8,26             | ▼ 12,78            | ▲ 59,27            | ▼ 10,61            | ▲ 2,01             | ▲ 3,45             |
| I квартал          | ▲ 8,88             | ▼ 13,36            | ▼ 58,41            | ▲ 10,87            | ▼ 1,65             | ▲ 3,31             |
| 2016 год           |                    |                    |                    |                    |                    |                    |
| IV квартал         | ▼ 8,86             | ▼ 13,41            | ▲ 58,94            | ▲ 10,38            | ▲ 1,86             | ▲ 2,94             |
| ІІІ квартал        | ▼ 9,80             | ▼ 13,85            | ▲ 58,46            | ▲ 9,66             | ▼ 1,76             | ▲ 2,81             |
| II квартал         | ▼ 11,43            | ▼ 14,31            | ▲ 57,18            | ▲ 9,60             | ▼ 1,81             | ▲ 2,54             |
| I квартал          | ▼ 13,54            | ▼ 14,53            | ▲ 55,27            | ▼ 9,46             | ▲ 1,96             | ▲ 1,99             |
| 2015 год           |                    |                    |                    |                    |                    |                    |
| IV квартал         | ▼ 15,35            | ▼ 14,86            | ▲ 53,77            | ▲ 9,47             | ▲ 1,92             | ▲ 1,47             |
| III квартал        | ▼ 16,31            | ▼ 15,72            | ▲ 52,54            | ▼ 9,42             | ▲ 1,81             | ▲ 0,96             |
| II квартал         | ▼ 18,36            | ▼ 16,44            | ▲ 49,58            | ▲ 10,40            | ▲ 1,65             |                    |
| I квартал          | ▼ 18,74            | ▲ 16,82            | ▲ 48,68            | ▼ 10,30            | ▲ 1,62             |                    |
| 2014 год           |                    |                    |                    |                    |                    |                    |
| IV квартал         | ▼ 20,34            | ▼ 16,73            | ▲ 47,29            | ▼ 10,66            | ▼ 1,39             |                    |
| III квартал        | ▼ 20,72            | ▼ 17,48            | ▲ 46,70            | ▲ 10,87            | ▲ 1,42             |                    |
| II квартал         | ▼ 21,06            | ▼ 18,44            | ▲ 45,43            | ▲ 10,03            | ▲ 1,37             |                    |
| I квартал          | ▼ 22,68            | ▲ 18,95            | ▲ 43,73            | ▲ 9,77             | ▲ 1,34             |                    |
| 2013 год           |                    |                    |                    |                    |                    |                    |
| IV квартал         | ▲ 26,61            | ▼ 18,39            | ▼ 42,01            | ▲ 8,71             | ▲ 1,23             |                    |
| III квартал        | ▼ 26,25            | ▼ 19,21            | ▲ 42,21            | ▲ 8,56             | ▲ 1,14             |                    |
| II квартал         | ▼ 27,69            | ▼ 19,94            | ▲ 41,02            | ▼ 8,11             | ▼ 1,02             |                    |
| I квартал          | ▼ 29,95            | ▼ 21,21            | ▲ 37,23            | ▲ 8,46             | ▼ 1,19             |                    |
| 2012 год           |                    |                    |                    |                    |                    |                    |
| IV квартал         | ▼ 31,37            | ▼ 22,20            | ▲ 35,62            | ▲ 7,85             | ▼ 1,43             |                    |
| III квартал        | ▼ 32,53            | ▼ 22,99            | ▲ 33,87            | ▲ 7,40             | ▼ 1,66             |                    |
| II квартал         | ▼ 32,84            | ▲ 25,00            | ▲ 32,13            | ▲ 7,07             | ▼ 1,75             |                    |
| I квартал          | ▼ 36,02            | ▼ 24,88            | ▲ 29,69            | ▲ 6,70             | ▲ 1,92             |                    |
| 2011 год           |                    |                    |                    |                    |                    |                    |
| IV Квартал         | ▼ 39,84            | ▼ 25,65            | ▲ 25,95            | ▲ 5,98             | ▲ 1,87             |                    |
| III Квартал        | ▼ 42,00            | ▼ 27,42            | ▲ 22,96            | ▲ 5,31             | ▼ 1,68             |                    |
| II Квартал         | ▼ 44,00            | ▼ 29,11            | ▲ 19,42            | ▼ 5,04             | ▼ 1,83             |                    |
| I Квартал          | ▼ 45,51            | ▼ 30,34            | ▲ 16,55            | ▲ 5,06             | ▼ 1,99             |                    |
| 2010 год           |                    |                    |                    |                    |                    |                    |
| IV Квартал         | ▼ 48,1             | ▼ 31,06            | ▲ 13,54            | ▲ 4,69             | ▲ 2,03             |                    |
| III Квартал        | ▼ 51,35            | ▼ 31,08            | ▲ 10,7             | ▲ 4,24             | ▲ 1,94             |                    |
| II квартал         | ▼ 52,96            | ▼ 31,51            | ▲ 8,64             | ▲ 4,15             | ▼ 1,89             |                    |
| I квартал          | ▼ 54,67            | ▼ 31,53            | ▲ 6,79             | ▲ 4,03             | ▼ 1,98             |                    |
| 2009 год           |                    |                    |                    |                    |                    |                    |
| IV квартал         | ▼ 56,73            | ▲ 32,00            | ▲ 4,78             | ▲ 3,54             | ▼ 1,99             |                    |
| III квартал        | ▼ 59,03            | ▲ 31,05            | ▲ 3,37             | ▲ 3,19             | ▼ 2,65             |                    |
| II квартал         | ▼ 61,12            | ▲ 29,57            | ▲ 2,45             | ▲ 2,78             | ▲ 3,19             |                    |
| I квартал          | ▼ 64,04            | ▲ 28,16            | ▲ 1,55             | ▲ 2,63             | ▲ 2,94             |                    |
| 2008 год           |                    |                    |                    |                    |                    |                    |
| IV квартал         | ▼ 67,90            | ▼ 25,32            | ▲ 1,07             | ▼ 2,56             | ▲ 2,85             |                    |
| III квартал        | 67,99              | 25,94              | 0,51               | 3,05               | 2,33               |                    |
|                    | Internet Explorer  | Mozilla Firefox    | Google Chrome      | Safari             | Opera              | Microsoft Edge     |

### ДанныеNet Applications
| Данные Net Applications | Данные Net Applications | Данные Net Applications | Данные Net Applications | Данные Net Applications | Данные Net Applications | Данные Net Applications | Данные Net Applications | Данные Net Applications | Данные Net Applications |
|                         | Internet Explorer       | Mozilla Firefox         | Google Chrome           | Safari                  | Opera                   | Opera Mini              | Netscape Navigator      | Microsoft Edge          | Прочие                  |
| 2017 год                | 2017 год                | 2017 год                | 2017 год                | 2017 год                | 2017 год                | 2017 год                | 2017 год                | 2017 год                | 2017 год                |
| ----------------------- | ----------------------- | ----------------------- | ----------------------- | ----------------------- | ----------------------- | ----------------------- | ----------------------- | ----------------------- | ----------------------- |
| Июль                    | ▼11.40                  | ▲8.55                   | ▲58.43                  | ▼13.07                  |                         |                         |                         | ▲3.90                   | ▼4.65                   |
| II Квартал              | ▼11.78                  | ▲7.98                   | ▲57.44                  | ▼13.47                  |                         |                         |                         | ▲3.76                   | ▼5.57                   |
| I Квартал               | ▼12.23                  | ▼7.59                   | ▲56.15                  | ▲14.46                  |                         |                         |                         | ▼3.62                   | ▼6.06                   |
| 2016 год                |                         |                         |                         |                         |                         |                         |                         |                         |                         |
| IV Квартал              | ▼14.54                  | ▲8.47                   | ▲55.19                  | ▲11.95                  |                         |                         |                         | ▲3.73                   | ▲6.32                   |
| III Квартал             | ▼17.70                  | ▲6.36                   | ▲54.08                  | ▼10.94                  | ▼1.36                   |                         |                         | ▼3.61                   | ▲5.95                   |
| II Квартал              | ▼23.37                  | ▼5.91                   | ▲49.91                  | ▼10.95                  | ▼1.63                   |                         |                         | ▲3.98                   | ▼4.25                   |
| I Квартал               | ▼28.00                  | ▼7.59                   | ▲40.79                  | ▲12.92                  | ▲1.66                   |                         |                         | ▲3.17                   | ▲5.87                   |
| 2013 год                |                         |                         |                         |                         |                         |                         |                         |                         |                         |
| III Квартал             | ▲57.34                  | ▼18.59                  | ▲16.57                  | ▲5.59                   | ▼1.50                   |                         |                         |                         | ▼0.41                   |
| II Квартал              | ▲55.98                  | ▼20.03                  | ▼16.42                  | ▲5.46                   | ▼1.69                   |                         |                         |                         | ▼0.42                   |
| I Квартал               | ▲55.60                  | ▲20.09                  | ▼16.73                  | ▲5.32                   | ▲1.77                   |                         |                         |                         | ▼0.49                   |
| 2012 год                |                         |                         |                         |                         |                         |                         |                         |                         |                         |
| IV Квартал              | ▲54.55                  | ▼20.08                  | ▼17.94                  | ▲5.26                   | ▲1.67                   |                         |                         |                         | ▼0.50                   |
| III Квартал             | ▼53.72                  | ▲20.10                  | ▼18.96                  | ▬4.72                   | ▬1.60                   |                         |                         |                         | ▲0.52                   |
| II Квартал              | ▲54.05                  | ▼19.99                  | ▲19.17                  | ▼4.72                   | ▼1.60                   |                         |                         |                         | ▬0.47                   |
| I Квартал               | ▲53.21                  | ▲20.78                  | ▲18.80                  | ▼5.07                   | ▲1.67                   |                         |                         |                         | ▼0.47                   |
| 2011 год                |                         |                         |                         |                         |                         |                         |                         |                         |                         |
| IV Квартал              | ▼52.38                  | ▼22.16                  | ▲18.30                  | ▲5.13                   | ▼1.59                   |                         |                         |                         | ▲0.44                   |
| III Квартал             | ▼55.22                  | ▼22.62                  | ▲15.35                  | ▲4.76                   | ▼1.68                   |                         |                         |                         | ▲0.37                   |
| II квартал              | ▼57.22                  | ▼22.83                  | ▲13.19                  | ▲4.42                   | ▼2.03                   | ▲1.25                   | ▲0.91                   |                         | ▬0.14                   |
| I квартал               | ▲58.64                  | ▲23.05                  | ▲11.55                  | ▼4.20                   | ▲2.24                   | ▲1.06                   | ▼0.68                   |                         | ▼0.18                   |
| 2010 год                |                         |                         |                         |                         |                         |                         |                         |                         |                         |
| IV Квартал              | ▼57.11                  | ▼22.83                  | ▲9.98                   | ▲5.87                   | ▼2.23                   | ▲0.98                   | ▲0.75                   |                         | ▼0.20                   |
| III Квартал             | ▼59.65                  | ▼22.96                  | ▲7.98                   | ▲5.27                   | ▲2.39                   | ▲0.97                   | ▼0.52                   |                         | ▲0.27                   |
| II квартал              | ▼60.32                  | ▼23.81                  | ▲7.24                   | ▲4.85                   | ▼2.27                   | ▼0.66                   | ▲0.56                   |                         | ▬0.26                   |
| I квартал               | ▼60.65                  | ▼24.52                  | ▲6.13                   | ▲4.65                   | ▼2.37                   | ▲0.78                   | ▲0.47                   |                         | ▼0.26                   |
| 2009 год                |                         |                         |                         |                         |                         |                         |                         |                         |                         |
| IV квартал              | ▼62.69                  | ▲24.61                  | ▲4.63                   | ▲4.46                   | ▲2.40                   | ▲0.53                   | ▼0.32                   |                         | ▲0.17                   |
| III квартал             | ▼66.80                  | ▲23.06                  | ▲3.17                   | ▲4.13                   | ▲2.07                   | ▲0.3                    | ▼0.50                   |                         | ▼0.03                   |
| II квартал              | ▼68.06                  | ▲23.00                  | ▲2.13                   | ▲3.67                   | ▼2.05                   | ▲0.25                   | ▲0.68                   |                         | ▲0.09                   |
| I квартал               | ▼69.13                  | ▲22.67                  | ▲1.56                   | ▲3.58                   | ▲2.18                   | ▼0.23                   | ▲0.51                   |                         | ▲0.08                   |
| 2008 год                |                         |                         |                         |                         |                         |                         |                         |                         |                         |
| IV квартал              | ▼71.99                  | ▲20.78                  | ▲1.16                   | ▲3.11                   | ▲2.15                   | ▲0.24                   | ▼0.41                   |                         | ▼0.07                   |
| III квартал             | ▼74.93                  | ▲19.07                  | ▲0.37                   | ▬2.73                   | ▲2.06                   | ▲0.23                   | ▼0.43                   |                         | ▼0.10                   |
| II квартал              | ▼76.24                  | ▲18.16                  | не выпускается          | ▲2.73                   | ▲1.97                   | ▲0.20                   | ▲0.48                   |                         | ▬0.12                   |
| I квартал               | ▼77.83                  | ▲16.86                  | не выпускается          | ▲2.65                   | ▲1.84                   | ▲0.17                   | ▼0.41                   |                         | ▼0.12                   |
| 2007 год                |                         |                         |                         |                         |                         |                         |                         |                         |                         |
| IV квартал              | 79.16                   | 15.84                   | не выпускается          | 2.39                    | 1.78                    | 0.12                    | 0.50                    |                         | 0.13                    |
|                         | Internet Explorer       | Mozilla Firefox         | Google Chrome           | Safari                  | Opera                   | Opera Mini              | Netscape Navigator      | Microsoft Edge          | Прочие                  |